# GKM Grudziądz (2002)
GKM Grudziądz (występuje pod nazwą Bayersystem GKM Grudziądz) – polski klub żużlowy z Grudziądza.
Klub powstał w 2002 roku. Kontynuuje tradycje Grudziądzkiego Klubu Motorowego, który startował w lidze w latach 1979–2002.
Do 2013 roku w rozgrywkach ligowych występowało stowarzyszenie Grudziądzkie Towarzystwo Żużlowe, natomiast od 2014 roku w rozgrywkach ligowych występuje spółka Grudziądzki Klub Motocyklowy S.A., która została utworzona 23 kwietnia 2013 roku.

## Historia klubu
Odrodzenie żużla w Grudziądzu nastąpiło dzięki Stali Toruń. W 1976 Stal zaczęła startować w I lidze i wielu zawodników było jej niepotrzebnych. W Grudziądzu powstała Grudziądzka Sekcja Żużlowa, gdzie mogli oni kontynuować swoje kariery. W 1977 grudziądzka drużyna przystąpiła do drugoligowych rozgrywek, a jej trzon tworzyli Roman Kościecha, Bogdan Krzyżaniak i Eugeniusz Miastkowski. Po dwóch latach GSŻ usamodzielniła się i przekształciła w Grudziądzki Klub Motorowy. W 2002 roku, pomimo kryzysu finansowego, GKM zdołał dojechać sezon do końca, jednak klub na skutek problemów zlikwidowano.
W grudniu 2002 powstało Grudziądzkie Towarzystwo Żużlowe. W sezonie 2003 drużyna, w której startowali byli zawodnicy GKM-u wsparci wychowankami Apatora Toruń, rozpoczęła starty w II lidze. Od 2004 roku grudziądzanie startują w I lidze. Od 14 grudnia 2012 roku po rozpatrzeniu petycji kibiców klub powrócił do nazwy GKM Grudziądz. 6 listopada 2014 roku GKM Grudziądz awansował do Ekstraligi, dzięki otrzymaniu "dzikiej karty". W 2015 roku zajął ostatnie 8. miejsce w Ekstralidze, jednak pozostał w niej zastępując Stal Rzeszów. W 2016 roku klub zajął 5. miejsce w Ekstralidze, był blisko awansu do fazy play-off, jednak przegrał walkę o 4. miejsce ze Spartą Wrocław. 5. miejsce w Ekstralidze w 2016 i 2019 roku to największy sukces w historii GKM-u.

## Historyczne nazwy drużyny
| Lp. | Okres obowiązywania | Nazwa                                |
| --- | ------------------- | ------------------------------------ |
| 1.  | 2003                | GTŻ Primus Grudziądz                 |
| 2.  | 2004-2005           | Kunter GTŻ Grudziądz                 |
| 3.  | 2006-2012           | GTŻ Grudziądz                        |
| 4.  | 2013-2014           | GKM Grudziądz                        |
| 5.  | 2015-2020           | MrGarden GKM Grudziądz               |
| 6.  | 2021                | ZOOleszcz DPV Logistic GKM Grudziądz |
| 7.  | 2022–2024           | ZOOleszcz GKM Grudziądz              |
| 8.  | 2025–               | Bayersystem GKM Grudziądz            |

## Poszczególne sezony
| Sezon | Rozgrywki ligowe | Rozgrywki ligowe | Rozgrywki ligowe | Uwagi                                           |
| Sezon | Liga             | Liga             | Miejsce          | Uwagi                                           |
| ----- | ---------------- | ---------------- | ---------------- | ----------------------------------------------- |
| 2003  | III              | II liga          | 1/6              |                                                 |
| 2004  | II               | I liga           | 5/7              | 1. miejsce w rozgrywkach łączonych o utrzymanie |
| 2005  | II               | I liga           | 5/8              |                                                 |
| 2006  | II               | I liga           | 6/7              |                                                 |
| 2007  | II               | I liga           | 6/8              |                                                 |
| 2008  | II               | I liga           | 7/8              | Wygrane baraże o utrzymanie                     |
| 2009  | II               | I liga           | 7/8              | Wygrane baraże o utrzymanie                     |
| 2010  | II               | I liga           | 5/8              |                                                 |
| 2011  | II               | I liga           | 4/8              |                                                 |
| 2012  | II               | I liga           | 2/6              | Przegrane baraże o awans                        |
| 2013  | II               | I liga           | 2/7              |                                                 |
| 2014  | II               | I liga           | 3/8              | Awans poprzez zajęcie wakującego miejsca        |
| 2015  | I                | Ekstraliga       | 8/8              | Brak spadku – klub zajął wakujące miejsce       |
| 2016  | I                | Ekstraliga       | 5/8              |                                                 |
| 2017  | I                | Ekstraliga       | 6/8              |                                                 |
| 2018  | I                | Ekstraliga       | 6/8              |                                                 |
| 2019  | I                | Ekstraliga       | 5/8              |                                                 |
| 2020  | I                | Ekstraliga       | 7/8              |                                                 |
| 2021  | I                | Ekstraliga       | 7/8              |                                                 |
| 2022  | I                | Ekstraliga       | 7/8              |                                                 |
| 2023  | I                | Ekstraliga       | 7/8              |                                                 |
| 2024  | I                | Ekstraliga       | 5/8              |                                                 |

| Poziom ligowy | Liczba sezonów | Sezony    |
| ------------- | -------------- | --------- |
| I             | 10             | 2015–2024 |
| II            | 11             | 2004–2014 |
| III           | 1              | 2003      |

## Bilans spotkań
Stan na 5 sierpnia 2023
| Bilans spotkań w latach 1977-2022 | Bilans spotkań w latach 1977-2022 | Bilans spotkań w latach 1977-2022 | Bilans spotkań w latach 1977-2022 | Bilans spotkań w latach 1977-2022 | Bilans spotkań w latach 1977-2022 |
| Drużyna przeciwna                 | Liczba spotkań                    | Liczba zwycięstw                  | Liczba remisów                    | Liczba przegranych                | +/-                               |
| --------------------------------- | --------------------------------- | --------------------------------- | --------------------------------- | --------------------------------- | --------------------------------- |
| Ostrów Wlkp.                      | 60                                | 32                                | 0                                 | 28                                | +4                                |
| Lublin                            | 59                                | 26                                | 2                                 | 31                                | -5                                |
| Gniezno                           | 58                                | 19                                | 4                                 | 35                                | -16                               |
| Wrocław                           | 48                                | 17                                | 0                                 | 31                                | -14                               |
| Rybnik                            | 42                                | 20                                | 0                                 | 22                                | -2                                |
| Rzeszów                           | 40                                | 17                                | 1                                 | 22                                | -5                                |
| Opole                             | 38                                | 20                                | 1                                 | 17                                | +3                                |
| Częstochowa                       | 38                                | 12                                | 6                                 | 20                                | -8                                |
| Tarnów                            | 36                                | 13                                | 0                                 | 23                                | -10                               |
| Łódź                              | 32                                | 23                                | 0                                 | 9                                 | +14                               |
| Gorzów Wlkp.                      | 32                                | 11                                | 0                                 | 21                                | -10                               |
| Świętochłowice                    | 32                                | 9                                 | 1                                 | 22                                | -13                               |
| Krosno                            | 30                                | 17                                | 1                                 | 12                                | +5                                |
| Gdańsk                            | 28                                | 8                                 | 2                                 | 18                                | -10                               |
| Zielona Góra                      | 28                                | 7                                 | 1                                 | 20                                | -13                               |
| Leszno                            | 28                                | 5                                 | 1                                 | 22                                | -17                               |
| Toruń                             | 22                                | 9                                 | 1                                 | 12                                | -3                                |
| Dyneburg                          | 20                                | 11                                | 1                                 | 8                                 | +3                                |
| Rawicz                            | 18                                | 13                                | 0                                 | 5                                 | +8                                |
| Bydgoszcz                         | 18                                | 3                                 | 1                                 | 14                                | -11                               |
| Poznań                            | 14                                | 10                                | 0                                 | 4                                 | +6                                |
| Piła                              | 12                                | 4                                 | 2                                 | 6                                 | -2                                |
| Kraków                            | 10                                | 9                                 | 0                                 | 1                                 | +8                                |
| Miszkolc                          | 4                                 | 4                                 | 0                                 | 0                                 | +4                                |
| Machowa                           | 2                                 | 1                                 | 0                                 | 1                                 | 0                                 |
| Łącznie                           | 749                               | 320                               | 25                                | 404                               | -84                               |

## Osiągnięcia

### Krajowe
Poniższe zestawienia obejmują osiągnięcia klubu oraz indywidualne osiągnięcia zawodników w rozgrywkach pod egidą PZM, GKSŻ oraz Ekstraligi.

#### Mistrzostwa Polski
Drużynowe mistrzostwa Polski juniorów
- 2. miejsce (1): 2023

Mistrzostwa Polski par klubowych
- 1. miejsce (1): 2021
- 2. miejsce (1): 2025
- 3. miejsce (3): 2012, 2017, 2022

Młodzieżowe mistrzostwa Polski par klubowych
- 3. miejsce (1): 2024

#### Pozostałe
Srebrny Kask
- 2. miejsce (3):
  - 2010 – Artur Mroczka
  - 2022 – Kacper Pludra
  - 2024 – Kacper Łobodziński
- 3. miejsce (1):
  - 2023 – Kacper Pludra

Brązowy Kask
- 1. miejsce (1):
  - 2008 – Artur Mroczka
- 2. miejsce (1):
  - 2025 – Kevin Małkiewicz
- 3. miejsce (1):
  - 2004 – Krzysztof Buczkowski

Indywidualne międzynarodowe mistrzostwa Ekstraligi
- 1. miejsce (1):
  - 2025 –  Michael Jepsen Jensen
- 2. miejsce (1):
  - 2024 –  Jason Doyle

### Międzynarodowe
Poniższe zestawienia obejmują osiągnięcia klubu oraz indywidualne osiągnięcia zawodników krajowych (w zawodach drużynowych, par i indywidualnych) i zagranicznych (w zawodach indywidualnych) w rozgrywkach pod egidą FIM oraz FIM Europe.

#### Mistrzostwa świata
Drużynowe mistrzostwa świata
- 3. miejsce (1):
  - 2015 –  Krzysztof Buczkowski

Drużynowe mistrzostwa świata juniorów
- 1. miejsce (2):
  - 2008 –  Artur Mroczka
  - 2009 –  Artur Mroczka
- 3. miejsce (1):
  - 2010 –  Artur Mroczka

#### Mistrzostwa Europy
Drużynowe mistrzostwa Europy juniorów
- 1. miejsce (1):
  - 2025 –  Jakub Miśkowiak

Mistrzostwa Europy par
- 2. miejsce (2):
  - 2013 –  Norbert Kościuch
  - 2014 –  Sebastian Ułamek
- 3. miejsce (1):
  - 2022 –  Norbert Krakowiak i Kacper Pludra

Indywidualne mistrzostwa Europy
- 2. miejsce (1):
  - 2017 –  Artiom Łaguta
- 3. miejsce (1):
  - 2012 –  Andrij Karpow

Indywidualne mistrzostwa Europy juniorów
- 1. miejsce (1):
  - 2008 –  Artur Mroczka
- 2. miejsce (1):
  - 2019 –  Roman Łachbaum

## Zawodnicy

### Kadra drużyny
Stan na 2 lipca 2025
| Kat.                                                   | Nar.      | Fed.      | Żużlowiec             | DMP (SE) | U24E | DMPJ | Uwagi                                        |
| ------------------------------------------------------ | --------- | --------- | --------------------- | -------- | ---- | ---- | -------------------------------------------- |
| S                                                      | Australia | Australia | Max Fricke            | T        |      |      |                                              |
| S                                                      | Dania     | Dania     | Michael Jepsen Jensen | T        |      |      |                                              |
| S                                                      | Australia | Australia | Jaimon Lidsey         | T        |      |      |                                              |
| S                                                      | Rosja     | Polska    | Wadim Tarasienko      | T        |      |      |                                              |
| U24                                                    | Dania     | Dania     | Patrick Bæk           |          | T    |      |                                              |
| U24                                                    | Dania     | Dania     | Emil Breum Ankersen   |          | T    |      | Wypożyczony do Lokomotīvu Dyneburg           |
| U24                                                    | Dania     | Dania     | Kevin Juhl Pedersen   |          | T    |      | Wypożyczony do AC Landshut                   |
| U24                                                    | Czechy    | Czechy    | Daniel Klíma          | T        | T    |      |                                              |
| U24                                                    | Polska    | Polska    | Jakub Miśkowiak       | T        |      |      |                                              |
| U21                                                    | Polska    | Polska    | Kacper Łobodziński    | T        | T    | T    |                                              |
| U21                                                    | Szwecja   | Szwecja   | Ludvig Selvin         |          | T    |      |                                              |
| U19                                                    | Szwecja   | Szwecja   | Eddie Bock            |          | T    |      |                                              |
| U19                                                    | Polska    | Polska    | Kevin Małkiewicz      | T        | T    | T    |                                              |
| U19                                                    | Polska    | Polska    | Konrad Pawłowski      |          |      |      | Wypożyczony do PSŻ-u Poznań                  |
| U19                                                    | Polska    | Polska    | Jan Przanowski        | T        | T    | T    |                                              |
| U19                                                    | Polska    | Polska    | Kacper Warduliński    |          | T    | T    | Wypożyczony do Wybrzeża Gdańsk               |
| U17                                                    | Polska    | Polska    | Damian Miller         | T        | T    | T    |                                              |
| U17                                                    | Polska    | Polska    | Kacper Szarszewski    | T        | T    | T    |                                              |
| U16                                                    | Polska    | Polska    | Kevin Iwański-Helt    |          |      | T    | Do 20 stycznia 2026 tylko zawody młodzieżowe |
| „” oznacza, że zawodnik został zgłoszony do rozgrywek. |           |           |                       |          |      |      |                                              |